# フェリーすおう
フェリーすおうは、阪九フェリーが運航していたフェリー。

## 概要
第三十二阪九の代船として神田造船所川尻工場で建造され、1996年3月に就航した。
2008年6月、神戸航路から泉大津航路に転配された。
2015年4月20日、ひびきの就航により引退した。
その後、海外売船され、韓国でシーワールド・エクスプレス・フェリー（Seaworld Express Ferries）のSANTA LUCINOとなり、木浦 - 済州航路に就航した。
船は2021年にLucino1としてバングラデシュ Chittagong Ship Breaking Yard(英語版)にて解体された。

## 設計
フェリーせっつの同型船である。
阪神・淡路大震災から約1年後の就航であり、就航時から2008年に泉大津航路に転配されるまで、船体側面には「We Love KOBE」のロゴが描かれていた。

## 船内

### 船室
| クラス           | 部屋数     | 定員  | 設備                                         |
| ---------------- | ---------- | ----- | -------------------------------------------- |
| 特等             | 2名×4室    | 8名   | ツインベッド、バス・トイレ、冷蔵庫、テレビ付 |
| 1等洋室          | 2-3名×10室 | 20名  | ツインベッド、テレビ付                       |
| 1等洋室          | 4名×26室   | 104名 | 2段ベッド、テレビ付                          |
| 1等和室          | 2-4名×22室 | 42名  | カーペット敷、テレビ付                       |
| 2等指定A         | 1名×20室   | 20名  | シングルルーム、テレビ付                     |
| 2等指定B         | 8名×11室   | 88名  | 洋室、２段ベッド                             |
| 2等室            | 20室       | 412名 | カーペット敷                                 |
| ドライバールーム | 1名×116室  | 116名 | シングルタイプ、バス・トイレ付               |

### 設備
5階
- 特等洋室
- 特等サロン

4階
- 1等室
- 2等指定室
- 展望浴室
- シャワールーム

3階
- 2等室
- ドライバーズルーム
- インフォメーション
- 売店
- レストラン
- グリル
- ゲームコーナー
- カラオケルーム
- ペットルーム
- ドライバーサロン
- ドライバー浴室